# トゥルヴァ・イーシュヴァラ・ナーヤカ
トゥルヴァ・イーシュヴァラ・ナーヤカ（英語：Tuluva Isvara Nayaka, 生没年不詳）は、南インド、ヴィジャヤナガル王国の軍司令官。イーシュヴァラ・ナーヤカとも呼ばれる。トゥルヴァ・ナラサー・ナーヤカの父、ヴィーラ・ナラシンハ・ラーヤ、クリシュナ・デーヴァ・ラーヤ、アチュタ・デーヴァ・ラーヤの祖父にあたる。
15世紀後半、息子であるナラサー・ナーヤカともにチャンドラギリの長官サールヴァ・ナラシンハに従い、その助力に徹した。
その没年は不明であるが、1491年にナラサー・ナーヤカが王国の摂政となるまでには没していたと思われる。